# К
К هو حرف من حروف الأبجدية السيريلية. مأخوذ من الحرف اليوناني كپا. يشبهه أيضا، وهو متطابق أيضا مع الحرف اللاتيني K، ومثل باقي الحروف السيريلية، الحرف الصغير مشابه ببساطة الحرف الكبير -عدا الحجم. يقابله بالعربية الحرف ك ويشابهه في النطق عدا إذا سبقه الحرف <ь> أو أي حرف علة تذوقي، كما في كلمة 'кедр' (كيدار أو أرز بالروسية).